# Muisne
Muisne è una parrocchia urbana dell'Ecuador, capoluogo dell'omonimo cantone, nella provincia di Esmeraldas.